# Una Canger
Una Canger (født Una Rasmussen 14. maj 1938) er en dansk sprogforsker der specialiserer sig i beskrivelsen af mesoamerikanske sprog, særligt det Aztekiske sprog Nahuatl. 
Hendes far var arkitekten Steen Eiler Rasmussen. Hun blev optaget som den første kvindelige studerende i Sprogvidenskab ved Københavns Universitet, her blev hun en del af kredsen omkring Louis Hjelmslev, og modtog undervisning af Eli Fischer-Jørgensen. Hun studerede spansk, yukatekisk Maya, Sanskrit og slaviske sprog - herunder kirkeslavisk og polsk. Under et studieophold i Krakow i Polen mødte hun sin mand billedkunstneren Leon Canger, som flyttede med hende til Danmark i 1961. Hun skrev i 1963 sit kandidatspeciale som prisopgave med titlen En sammenlignende undersøgelse af komparationskategoriens struktur og anvendelse.
Hun tog sin PhD ved Berkley, hvor hun under vejledning af den amerikanske slavistiker og Hjelmslev-specialist Francis Whitfield skrev sin PhD som en glossematisk grammatik over Mayasproget Mam. Hun studerede desuden adskillige andre Mayasprog i Guatemala og Chiapas. Senere blev hun lektor ved institut for Indianske Sprog og Kulturer ved Københavns Universitet. Her specialiserede hun sig i Nahuatl og udførte lange feltarbejdsperioder i Mexico hvor hun beskrev og dokumenterede forskellige Nahuatl dialekter. 
I 2009 blev hun pensioneret fra universitetet, og i 2012 modtog hun Den Aztekiske Ørns Orden, Mexicos højeste ordensudmærkelse der kan gives til udlændinge for sine bidrag til studiet af Mexicansk kultur og historie. I 2005 modtog hun Universitetets undervisningspris "Harald".
Blandt hendes vigtigste værker er bogen Five Studies inspired by nahuatl Verbs in -oa (1980), udgivet af den Københavnske lingvistkreds i serien  Travaux du Cercle Linguistique de Copenhague, der analyser verbalmorfologi i Nahuatl og fremfører hypoteser om sprogets historiske udvikling, og hendes artikel fra 1988 Nahuatl dialectology: A survey and some suggestions udgivet i tidsskriftet International Journal of American Linguistics. I denne artikel argumenterer hun for at Nahuatls særegne sproghistorie har gjort det svært at inddele dialekter i tydelige grupper, men at man dog kan skelne imellem østlige og vestlige dialekter der repræsenterer to migrationsbølger ind i det central Mexico fra Nahuaernes nordlige oprindelsessted. Hendes anden bog In Tequil de Morrales. Working with maguey (1993) er en illustreret etnologisk beskrivelse af arbejdet med at lave tasker i agavefibre som det traditionelt udføres i landsbyen Coatepec de los Costales i staten Guerrero i Mexico, skrevet dels på engelsk og dels på landsbyens lokale dialekt af Nahuatl. I 1990'erne arbejdede hun på en digital korpusbaseret ordbog over klassisk Nahuatl. Herudover har hun udgivet grammatiske beskrivelser af Nahuatl dialekter fra staterne Durango, Guerrero og Puebla.